# Pajonal
Ne doit pas être confondu avec le plateau Gran Pajonal (es) au Pérou, ni avec le volcan Pajonales au Chili.
Le Pajonal, ou cerro Rio Grande, est un stratovolcan éteint aujourd'hui, situé en Argentine, dans la province de Catamarca, département d'Antofagasta de la Sierra.
En Argentine et en Uruguay, le mot pajonal signifie « terrain couvert de paille (paja), inondable et humide ».

## Géographie
Le Pajonal est situé à sept kilomètres au sud-sud-ouest de son voisin, l'Abra Grande (5 555 mètres), avec lequel il forme un important complexe volcanique. Ce complexe est en fait le rebord est et sud d'un ancien cratère beaucoup plus vaste, une ancienne caldeira dont les bords nord et ouest se sont effondrés. À cet endroit, au nord-ouest, on peut voir la Corrida del Pajonal une large surface recouverte de matériaux volcaniques.
Le Pajonal conjointement avec l'Abra Grande a émis de véritables fleuves de lave noirâtre que l'on distingue clairement sur les photographies prises par satellite. La coulée la plus spectaculaire est un énorme fleuve noir dirigé vers le sud puis le sud-ouest. La coulée est longue de 20 kilomètres, et large de 2 kilomètres en moyenne, et s'étend jusqu'au salar appelé Salina Aguas Calientes.
Au nord-ouest à quelque 25 kilomètres à peine, se trouve le Cordón del Azufre.
Au sud-est l'Antofalla (6 409 mètres) se dresse à une quarantaine de kilomètres à l'est-sud-est. Les volcans Lila et Cerro Cajeros (5 725 mètres), proches de l'Antofalla, se trouvent eux à quelque 22 et 35 kilomètres au sud-est également.

## Tourisme
Le Pajonal est situé dans une contrée désertique et quasi inhabitée ; l'eau potable y est une denrée très rare. C'est le cas de toute la région, qui est l'une des plus reculées et des plus isolées d'Argentine. Il n'y a aucune route et le tourisme est réservé à ceux qui sont attirés par l'aventure.